# Gobisaurus
Gobisaurus war eine Gattung von Vogelbeckensauriern aus der Gruppe der Ankylosauria, der in der Oberkreide in Ostasien lebte.

## Merkmale
Von Gobisaurus wurden bislang nur der Schädel und vereinzelte Knochen des übrigen Körpers gefunden. Der Schädel war mit 46 Zentimeter Länge sehr groß und wurde durch einen einzigartigen Vorsprung des Pflugscharbeins charakterisiert. Weitere Merkmale waren das runde Schuppenbein (Squamosum) und die kurze Zahnreihe. Die postkranialen Knochen wurden noch nicht beschrieben, vermutlich war er wie alle Ankylosaurier ein quadruper, von Knochenschuppen bedeckter Dinosaurier, der sich von Pflanzen ernährte.

## Entdeckung und Benennung
Die fossilen Überreste von Gobisaurus wurden im chinesischen Autonomen Gebiet Innere Mongolei entdeckt und nach der Wüste Gobi benannt. Einzige Art und somit Typusart ist G. domoculus. Die Funde werden in die frühe Oberkreide (Turonium) vor ca. 93 bis 89 Millionen Jahren datiert.

## Systematik
Nächster Verwandter von Gobisaurus dürfte der in der gleichen Region lebende (aber früher vorgekommene) Shamosaurus gewesen sein. Gobisaurus und Shamosaurus bilden eine unbenannte Klade, die das Schwestertaxon der Ankylosaurinae, der höher entwickelten Ankylosauridae, waren (siehe Systematik der Ankylosauridae).